# Kościół św. Piotra w Krakowie
Kościół św. Piotra w Krakowie – średniowieczny kościół w Krakowie, który znajdował się na rogu dzisiejszych ulic Poselskiej i Grodzkiej. Zamknięty w 1791 i przebudowany na budynek mieszkalny.

## Historia
Data powstania kościoła nie jest znana. Pierwszy raz pojawia się w źródłach w 1325–1327, istniał zatem co najmniej od pierwszej ćwierci XIV w. Należał do krakowskiej kapituły katedralnej. W 1455 spłonął. Na początku XVI w. został odbudowany staraniem Macieja Miechowity. W pierwszej połowie XVII w. został zbarokizowany. Był niewielką, murowaną budowlą (nazywaną też czasem „kaplicą”), z jednym ołtarzem i wejściem od strony ul. Grodzkiej. Pod koniec XVIII w. kościół uznano za opuszczony i w 1786 nakazano jego ekssekrowanie. Zamknięto go w 1791 i przebudowano na kamienicę (ul. Grodzka 38, kamienica pod Elefanty).